# Демографія атеїзму
Точну демографічну картину атеїзму важко отримати, оскільки концепції атеїзму різняться в різних культурах та мовах: від активної концепції до пасивної або нерозвиненої. У глобальних дослідженнях кількість людей без релігії зазвичай перевищує кількість людей без віри в богів, духів або інших надприродних істот, а кількість людей, які погоджуються з твердженнями про відсутність віри в божество, як правило, вища ніж кількість людей, які самоідентифікуються як «атеїсти».

## Статистика
За словами соціолога Філа Цукермана, широкі оцінки тих, хто не вірить у божество, коливаються від 500 до 750 мільйонів людей у всьому світі. За даними огляду соціологів Аріели Кейсар та Юхема Наварро-Рівери, у всьому світі налічується від 450 до 500 мільйонів позитивних атеїстів та агностиків (7 % світового населення), причому найбільше атеїстів у світі в Китаї (200 мільйонів переконані атеїсти)
Зі світового атеїстичного та нерелігійного населення 76 % проживають в Азії та Тихоокеанському регіоні, тоді як решта проживає в Європі (12 %), Північній Америці (5 %), Латинській Америці та Карибському басейні (4 %), у Африці на південь від Сахари (2 %) та на Близькому Східі та Північній Африці (менше 1 %). Поширеність атеїзму в Африці та Південній Америці, як правило, опускається нижче 10 %. Згідно з глобальним дослідженням дослідницького центру Pew 2012 року, присвяченого 230 країнам і територіям, 16 % світового населення не є послідовниками тієї чи іншої релігії, тоді як 84 % належать до релігій. Крім того, у світовому дослідженні відзначено, що багато нерелігійних людей, до яких належать атеїсти та агностики, все ще мають різні релігійні вірування та практики.

## Особливості
Історичні записи атеїстичної філософії охоплюють кілька тисячоліть. Найперші явища атеїстичних шкіл зустрічаються в індійській думці й існували ще з часів античного індуїзму, найдавнішої релігії у світі. Західний атеїзм сягає своїм корінням у досократичну грецьку філософію, але не став окремим світоглядом до пізнього Просвітництва.
Серед джерел існують розбіжності щодо того, як змінюється атеїстична та релігійна демографія. Відповіді на питання соціологів про нерелігійність можуть свідчити скоріше про заперечення основної місцевої конфесії, а не про те, що опитувані є позитивними атеїстами. Крім того, самоідентифікація не відповідає автоматичній відсутності переконань. Наприклад, просто відсутність віри в бога з будь-якої причини не означає автоматично, що люди самоідентифікуються як «атеїсти». Згідно з міжнародним опитуванням WIN / Gallup 2012 року, кількість атеїстів у всьому світі зростає, а релігійність загалом знижується.
 Однак глобальні дослідження показали, що глобально атеїзм може занепадати через те, що в цілому народжуваність у нерелігійних країнах менша, ніж у релігійних.
Високий рівень народжуваності серед мусульманських народів (за сучасного рівня розвитку медицини, а отже, різкому зниженні смертності) призвів до демографічного вибуху в ісламському світі.
Західна Європа і США мають приблизно однаковий рівень людського розвитку, але через нижчий рівень релігійності країни Західної Європи відстають за показниками народжуваності приблизно на 19%.
Більше того, серед груп населення, які перебувають у подібних соціально-економічних умовах, вищий рівень народжуваності корелює з високим рівнем релігійності, особливо коли релігія консервативна.
Наприклад, в Ізраїлі найвища народжуваність у хасидів-ортодоксів (зазвичай у їх сім'ях не менше 5 дітей),